# Phare du cap des Aiguilles
Ne doit pas être confondu avec Phare du cap de l'Aiguille.
Le phare du cap des Aiguilles (en anglais : Cape Agulhas Lighthouse)  est un phare situé au cap des Aiguilles en Afrique du Sud. Le phare se trouve au point le plus méridional du continent africain. Il est aussi le point de repère officiel pour marquer le passage de l'océan Atlantique à l'océan Indien. Il se trouve en bordure sud du village de L'Agulhas (en), dans le Parc national d'Agulhas : il est exploité par la Transnet National Ports Authority (en).

## Histoire
La construction du phare du cap des Aiguilles est suggérée par le colonel Charles Collier Michell, l'arpenteur en chef de la province du Cap en mars 1837. Une réunion publique au Cap le 11 juillet 1840 établit de recueillir des fonds pour la construction du phare. Michiel van Breda, fondateur de Bredasdorp, offre le terrain sur lequel le phare est construit. Outre les contributions locales, des fonds sont reçus de Bombay, Calcutta, Madras, Manille, Sainte-Hélène et Londres. En juin 1843, la somme réunie est de £ 1 479,39.
En 1847, le gouvernement de la colonie du Cap accepte de financer la construction pour un coût de £ 15 871. Les travaux de construction commencent en avril de cette année et sont achevés en décembre 1848. Le phare est mis en service le 1er mars 1849. À l'origine, il est alimenté par de la graisse de queue de mouton, mais en 1905 une lanterne à mazout est installée. En mars 1910, la lentille est remplacée par une lentille de Fresnel. En 1929, le brûleur est remplacé par un brûleur à vapeur de pétrole, qui est remplacé à son tour, en 1936, par une lampe électrique de quatre kilowatts alimentée par un générateur diesel.
En 1968, alors qu'il est découvert que les murs de grès s'effondrent en raison d'une usure excessive, le phare est mis hors service et la lumière déplacée dans une tour en aluminium. En 1973, le bâtiment est déclaré monument national et reconnu également en tant que site du patrimoine provincial du Cap-Occidental. Les restauration et reconstruction sont réalisées par la municipalité et le ""Shipwreck Museum Bredasdorp"". Le phare est remis en service en 1988,.

## Caractéristiques

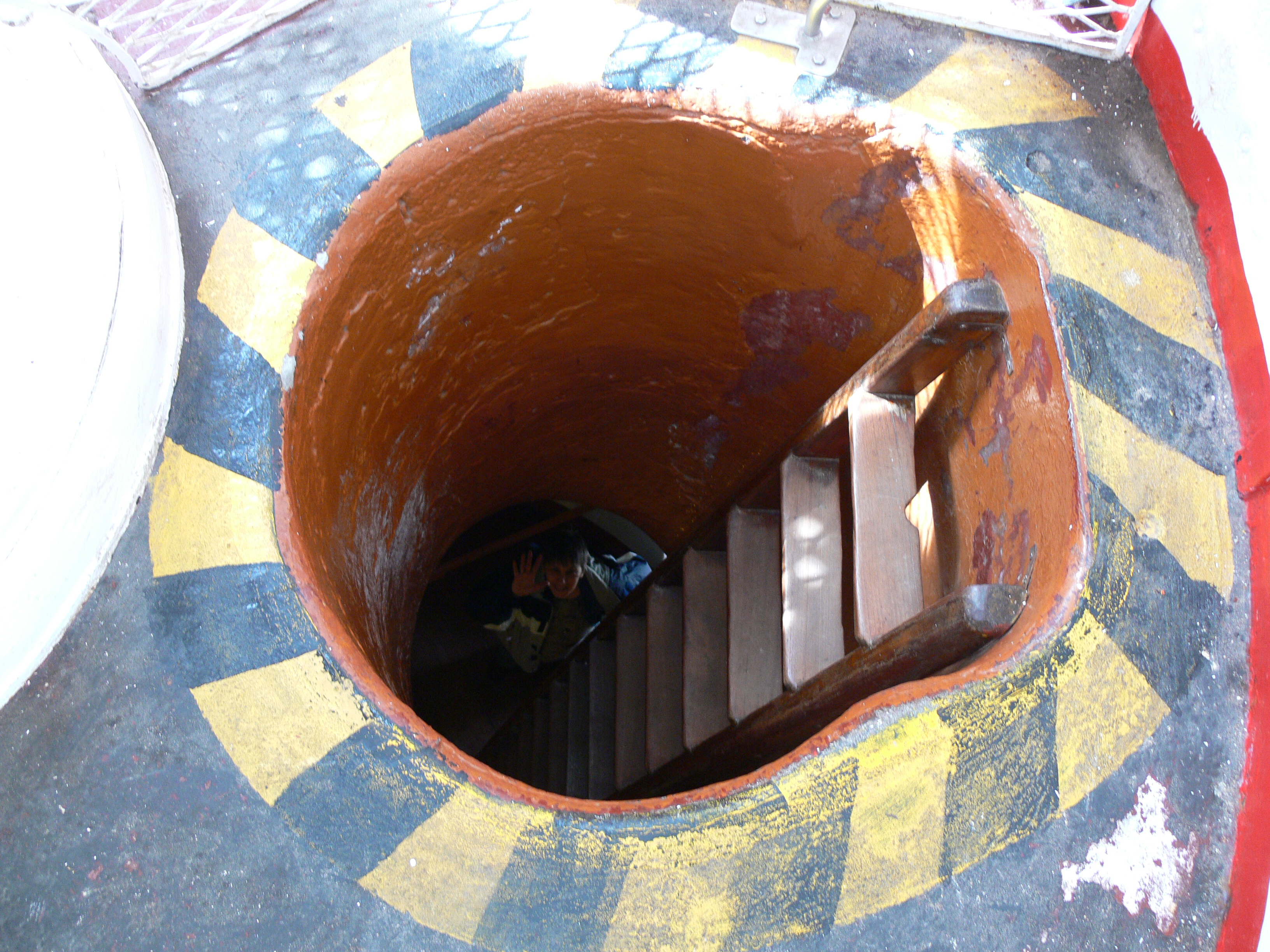
Échelle d'accès à la lanterne

Le phare est une tour ronde, de 27 mètres de hauteur peinte en rouge avec une bande blanche. Il est accolé à la maison du gardien qui contient dorénavant un musée et un restaurant. La conception du bâtiment est inspirée par le Phare d'Alexandrie. Le plan focal de la lumière est de 31 mètres au-dessus du niveau de l'océan. D'une puissance de 7,5 megacandela, la lanterne est visible à 30 milles nautiques et émet un éclat blanc toutes les cinq secondes.

## Codes internationaux
- ARLHS[6] : SAF-004
- NGA : 32208
- Admiralty[7] : D 6370